# Seria E.646 FS
Seria E.646 – włoska lokomotywa elektryczna użytkowana w latach 1958-2007 przez firmę Trenitalia należącą do Ferrovie dello Stato. Identyczną konstrukcję posiada lokomotywa E.645 różniąca się wyłącznie stosunkiem przekładni.

## Historia
Projektowanie lokomotyw typu E.645 rozpoczęto w 1953 roku. Projektowane elektrowozy miały wykorzystywać zmodyfikowane podwozia produkowanych od 1940 roku lokomotyw FS E.636. Prototypowe pojazdy zostały dostarczone w październiku 1958 roku. Dwadzieścia z nich miało obsługiwać pociągi pasażerskie i miało malowanie zielono-szare, siedemnaście przeznaczono do obsługi ruchu towarowego zostało pomalowane na kolor kasztanowy. Lokomotywy miały przekładnie o stosunku 25:64 (pasażerskie) lub 21:68 (towarowe). Później lokomotywom przeznaczonym do obsługi ruchu towarowego oznaczenie zmieniono na E.645. Do 1967 roku wyprodukowano 198 elektrowozów E.646 i 97 E.645.
Kilka lokomotyw typu E.646 i E.645 jest nadal użytkowanych przez FS Trenitalia wyłącznie do obsługi pociągów towarowych. Reszta została wycofana w 2007 roku.